# Stillingia acutifolia
Stillingia acutifolia là một loài thực vật có hoa trong họ Đại kích. Loài này được (Benth.) Benth. & Hook.f. ex Hemsl. miêu tả khoa học đầu tiên năm 1883.